# 山东鑫发渔业集团
山东鑫发渔业集团始建于1996年，位于山东荣成市石岛湾经济开发区，现有固定资产15亿元，员工3000人。
2013年，据《河南法制报》报道，一位河南籍农民工被骗至山东鑫发渔业集团，成为一名“黑劳工”。

## 历史
1996年1月，鑫发渔业母公司荣成市鑫发水产食品有限公司创立。2004年9月，山东鑫发渔业集团有限公司成立。